# Kościół św. Marcina w Rynarcicach
Kościół filialny pw. św. Marcina w Rynarcicach, należy do parafii Matki Bożej Nieustającej Pomocy w Mlecznie.

## Historia
Zbudowany w połowie XV wieku w stylu gotyckim, na miejscu wcześniejszego kościoła, wzmiankowanego w 1312 r. Przebudowany w XVIII w. (m.in. otwory okienne). Od XVI w. do 1945 r. był kościołem luterańskim. Zniszczony pod koniec wojny i odbudowany w 1971 r.

## Architektura
Kościół jest budowlą murowaną z cegły i kamienia, orientowaną, na planie prostokąta. Charakterystycznym i niezwykłym elementem skromnej budowli są zewnętrzne, dwuprzęsłowe podcienia na całej długości prezbiterium. Nawę od nie wyodrębnionego prezbiterium oddziela łuk tęczowy. Posiada dwa gotyckie profilowane portale i trzy renesansowe nagrobki z końca XVI w. oraz kilka epitafiów min. Anny von Rothkirch (1641-1683) córki Baltazara von Promnitz Heleny von Bibritsch, wnuczki szlachcianek von Rackel i von Poppschütz, których powstanie datuje się na okres od XVI do XVIII w. i kamienne, gotyckie, rzeźbione sakramentarium.

Promnitz
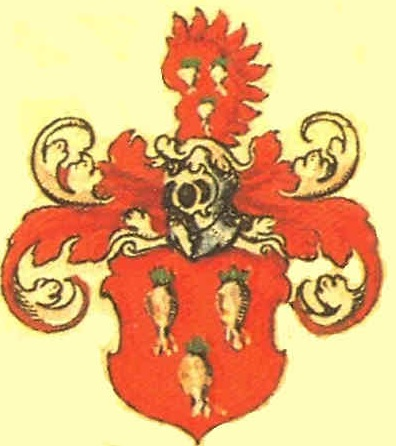
Bibritsch
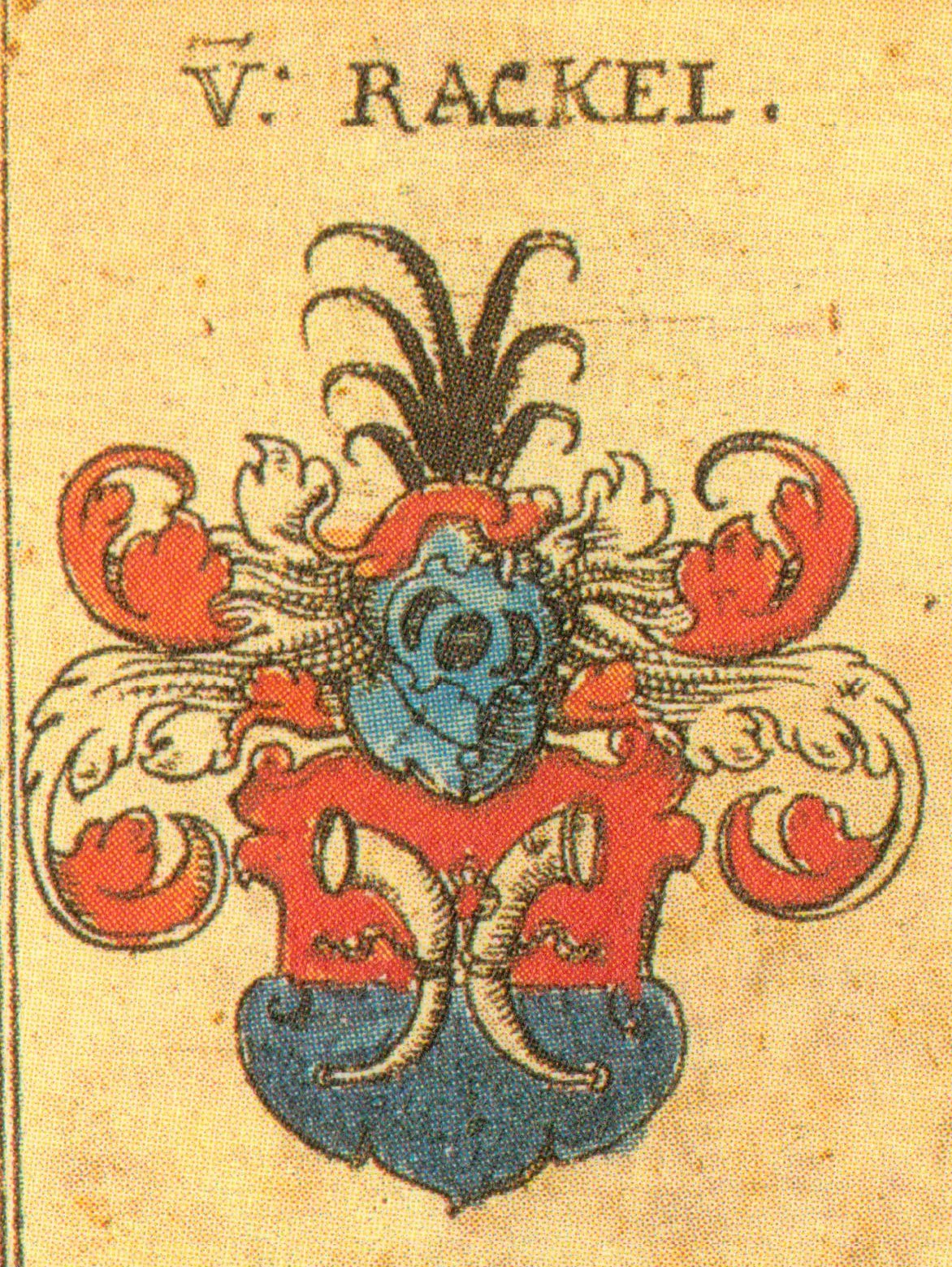
Rackel
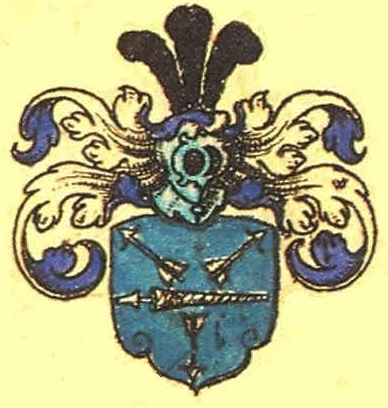
Poppschütz

## Wyposażenie
Niegdyś najcenniejszym elementem wystroju wnętrza kościoła był gotycki pentaptyk w ołtarzu głównym (obecnie znajduje się w muzeum we Wrocławiu.